# Agonocryptus heathi
Agonocryptus heathi là một loài tò vò trong họ Ichneumonidae.